# You’ve Got Another Thing Comin’
«You’ve Got Another Thing Comin’» — песня британской хеви-метал-группы Judas Priest.
Сначала песня была выпущена на альбоме 1982 года Screaming for Vengeance, позже в этом же году она была выпущена в виде сингла. В мае 2006 года, телеканал VH1 присудил песне пятое место в своём листе «40 Greatest Metal Songs».
Это единственная песня Judas Priest, попавшая в чарт Billboard Hot 100 и занявшая 67 место в нём.
«You’ve Got Another Thing Comin’» была использована в разных компьютерных играх. Она вошла в саундтрек игры Grand Theft Auto: Vice City, где её можно услышать на радиостанции V-Rock. Присутствует в компьютерной игре Prey — её можно услышать в музыкальном автомате. Также она используется в музыкальных играх Guitar Hero и Rock Band.
Американский R&B/свинг певец Пэт Бун записал кавер-версию песни для своего альбома 1997 года In a Metal Mood: No More Mr. Nice Guy.
Название песни «You’ve Got Another Thing Comin’» является переделкой выражения «You’ve Got Another Think Coming» («Тебе придётся ещё раз подумать»). В английском языке они произносятся очень похоже.

## Список композиций
| №  | Название                          | Автор(ы)                                   | Длительность |
| -- | --------------------------------- | ------------------------------------------ | ------------ |
| 1. | «You’ve Got Another Thing Comin’» | Роб Хэлфорд, Гленн Типтон, Кей Кей Даунинг | 4:20         |

| №  | Название                      | Автор(ы)                  | Длительность |
| -- | ----------------------------- | ------------------------- | ------------ |
| 1. | «Exciter» (концертная запись) | Роб Хэлфорд, Гленн Типтон | 5:30         |

## В записи участвовали
- Роб Хэлфорд — вокал
- Гленн Типтон — гитара
- Кей Кей Даунинг — гитара
- Иэн Хилл — бас-гитара
- Дейв Холланд — ударные

## Позиции в хит-парадах
| Год  | Хит-парад                                | Высшая позиция | Пребывание в чарте |
| ---- | ---------------------------------------- | -------------- | ------------------ |
| 1982 | Великобритания (UK Albums Chart)         | 66             | 2 недели           |
| 1982 | США (Billboard Hot 100)                  | 67             | 7 недель           |
| 1982 | США (Billboard Rock Albums & Top Tracks) | 4              | 37 недели          |